# اس اولیور

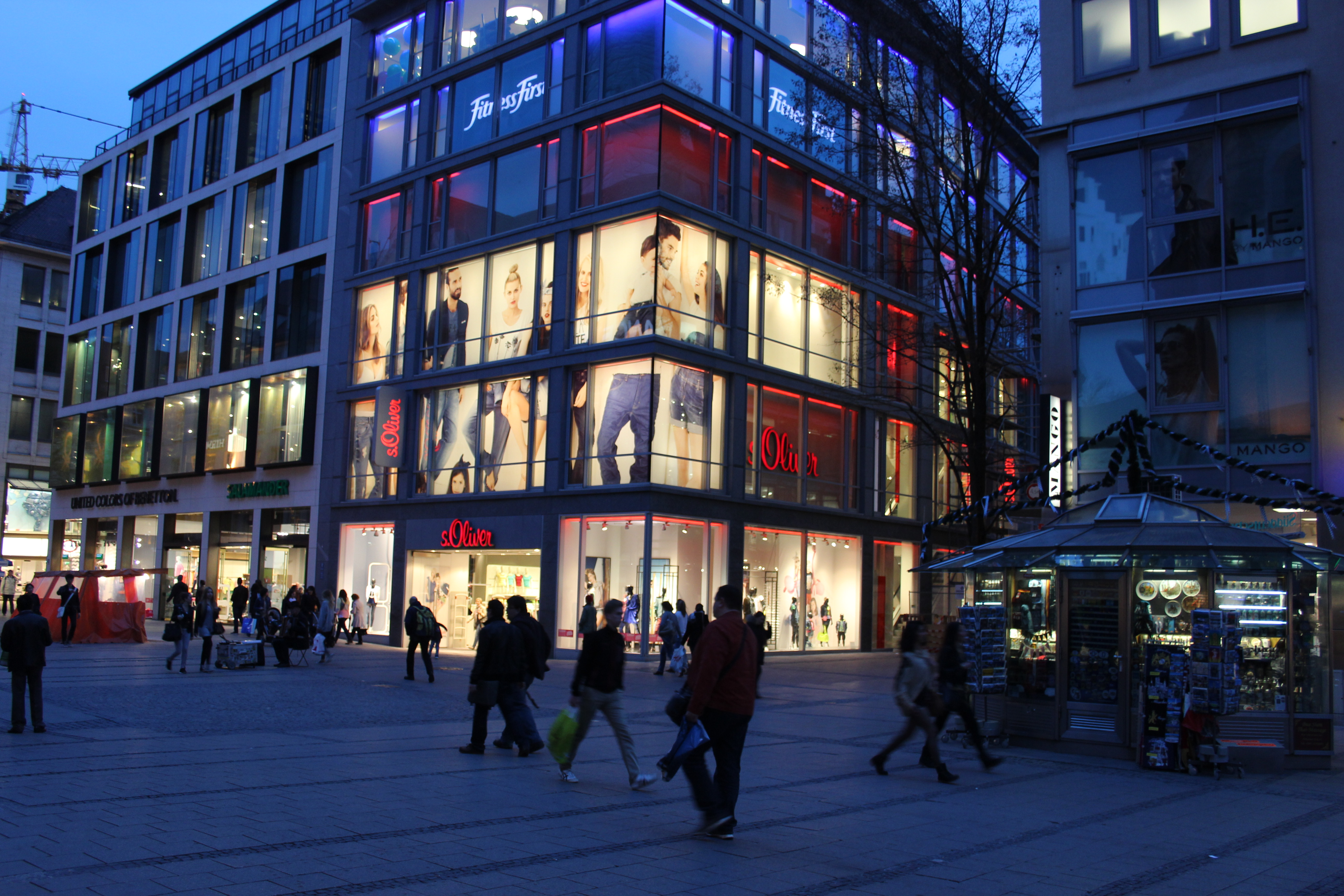
ساختمان شرکت اس اولیور

اس اولیور (به آلمانی: S.Oliver) یک شرکت آلمانی در زمینه مد است که در روتندورف آلمان واقع شده‌است. این شرکت عرضه‌کننده عطر، کفش و لباس با مارک اس اولیور می‌باشد.

## تاریخچه
این شرکت در سال ۱۹۶۹ توسط برند فرایر پایه‌گذاری شد و ابتدا نام آقای اولیور (به انگلیسی: Sir Oliver) را داشت. ریشهٔ نام این شرکت در رمان معروف چارلز دیکنز، اولیور تویست نهفته‌است.